# Bergantín (paroisse civile)
Pour les articles homonymes, voir Bergantin.
Bergantín est l'une des six paroisses civiles de la municipalité de Simón Bolívar dans l'État d'Anzoátegui au Venezuela. Sa capitale est Bergantín.

## Géographie

### Démographie
Hormis sa capitale Bergantín, la paroisse civile possède plusieurs localités, dont :
- Bergantín
- Cerro Negro (partagé avec Santa Inés)
- El Gallo
- El Merey
- El Tigre
- El Zamuro
- La Cuesta
- La Montaña
- La Panela
- Las Minas
- Los Bejuqueros
- Monte Cristo
- Puerto Rico
- San José